# Грегуровец (Миховљан)
Грегуровец је насељено место у саставу општине Миховљан у Крапинско-загорској жупанији, Хрватска. До територијалне реорганизације у Хрватској налазио се у саставу старе општине Златар-Бистрица.

## Становништво
На попису становништва 2011. године, Грегуровец је имао 332 становника.

## Попис1991.
На попису становништва 1991. године, насељено место Грегуровец је имало 449 становника, следећег националног састава:
| Попис 1991.‍ | Попис 1991.‍ | Попис 1991.‍ | Попис 1991.‍ | Попис 1991.‍ |
| ----------- | ----------- | ----------- | ----------- | ----------- |
|             |             |             |             |             |
| Хрвати      | Хрвати      |             | 447         | 99,55%      |
| Словенци    | Словенци    |             | 1           | 0,22%       |
| непознато   | непознато   |             | 1           | 0,22%       |
| укупно: 449 |             |             |             |             |